# Альтманн, Марио
Ма́рио А́льтманн (нем. Mario Altmann; род. 4 ноября 1986, Вена, Австрия) — австрийский хоккеист, защитник клуба «Блэк Уингз Линц». Игрок сборной Австрии.

## Карьера
Марио Альтманн начал хоккейную карьеру в клубе «Винер» во второй австрийской лиге. В 2004 году Альтманн перешёл в клуб «Вена Кэпиталз». В первом же сезоне стал чемпионом Австрии. В 2009 году Марио решил попробовать свои силы в иностранном чемпионате, и перешёл в шведский клуб «Эребру». Больших успехов в клубе не добился, и конец сезона провёл, выступая за клуб второй шведской лиги «Карлскруна». Летом 2010 года Альтманн вернулся в Австрию, в клуб «Филлах». После сезона 2014/15 покинул клуб и подписал контракт с «Блэк Уингз Линц». В сборной Австрии первым чемпионатом мира для Альтманна стало первенство 2009 года. В 2014 году Альтманн выступал за сборную Австрии на Олимпийских играх в Сочи.